# Avance: Órgano del Partido Socialista Obrero Español en Canarias
Avance: Órgano del Partido Socialista Obrero Español en Canarias fue un periódico del Partido Socialista de Canarias.

## Historia

### Primera época: 1932-1936:Avanceen laII República
Durante la II República el PSOE publicó en Gran Canaria un periódico de ámbito local con el título de Avance. Este título ya había sido utilizado para nombrar a su periódico por los socialistas de Tolosa (1912), de Toledo (1915) y de Guadalajara (1920); en Oviedo también denominaron Avance al periódico editado entre 1931 y 1937 por el Sindicato de los Obreros Mineros de Asturias, integrado en la central sindical socialista UGT. También en Italia, desde 1896, el periódico del PSI se denomina Avanti!.
Avance, el periódico de los socialistas canarios, empezó a publicarse el 3 de noviembre de 1932. Entre otros militantes que participaron en esta etapa de la publicación figuraban: Francisco García y García, Cristóbal González Cabrera, Sinforiano de Armas, Segundo García, Juan Hernández Muñoz, Juan Sosa Suárez, Nicolás Cabral, Andrés Páez, Francisco Soto, José Pérez Vera, Francisco Rodríguez Bolaños, José Álvarez Astorga, Antonio López Peláez, Enrique Hernández Yánez, Nicolás Navarro Valle, Domingo Alvarado Caballero, etc. El 17 de julio de 1936 se publicó por última vez, sus instalaciones fueron saqueadas y la rotoplana en que se imprimía, regalo del doctor Negrín, se dedicará a un diario franquista.

### Segunda Época:[2]1972-1973.Avanceen la clandestinidad
Tras la renovación del PSOE que supuso el Congreso de Toulouse de 1972 se reanudó la actividad política del partido en Canarias, después de haber desaparecido del espacio público durante décadas, y se acabó con la separación de las dos federaciones canarias. 
En su labor de oposición a la dictadura tuvo gran importancia el dotarse de un aparato de propaganda con el que esta formación política informase a la sociedad canaria de sus ideas y esto se materializa en la aparición de Avance que toma su nombre del que había sido el órgano de la agrupación socialista de Las Palmas durante la II República. Avance se convierte en el aparato de propaganda socialista en las islas  y, de la multicopia clandestina, sale cada mes una tirada de un millar de ejemplares que se repartía en ambas provincias canarias.  Para los militantes antifranquistas era fundamental que sus textos fueran leídos por la población a la que se dirigían y por eso colocaban clandestinamente la propaganda impresa (periódicos y octavillas) en los buzones y zaguanes de las casas de los barrios de la ciudad.
Las labores de impresión y composición del periódico fueron desarrolladas por la familia del pintor Felo Monzón Grau-Bassas; de la redacción de los textos se encargaba Alfonso García-Ramos, como recordaba Jerónimo Saavedra en alguna entrevista. Felo Monzón Geara, que estudiaba entonces en la Universidad de La Laguna componía el periódico en una multicopista y lo enviaba a Gran Canaria, donde su hermano Miguel Monzón Geara y su padre, Felo Monzón Grau-Bassas se encargaban de su distribución.
La publicación fue intervenida por la policía en noviembre de 1973 pues, tras una inspección en Correos, localizaron un envío de ejemplares a Las Palmas y detuvieron a su destinatario Felo Monzón Grau-Bassas, que pasó tres meses en prisión a resultas del proceso incoado. Felo Monzón Geara debió ser escondido en Madrid por el abogado Pablo Castellano para evitar su detención y su hermano Miguel también fue detenido por un corto periodo de tiempo. La multicopista fue confiscada y en todos los medios informativos de la región se publicó una nota de la Delegación Especial de Seguridad de Canarias, anunciando la desarticulación del PSOE en Canarias. Aunque un mes después la Federación celebraba una Asamblea con más de un centenar de militantes.
Los ejemplares de Avance que se conservan en la Biblioteca de la Universidad de La Laguna corresponden a los meses de enero y junio de 1973, y constan cada uno de cuatro páginas, las dos primeras dedicadas a plasmar diferentes asuntos del partido y las otras dos destinadas a los jóvenes socialistas canarios, bajo otra cabecera Juventudes Socialistas de Canarias, como si se tratara de un suplemento. Al tratarse de una publicación clandestina no figuran nombres propios en la misma, pero un nutrido grupo de socialistas de los comités provinciales de Tenerife y de Gran Canaria, además de los ya citados, tomaban parte en su ejecución y distribución.

### Tercera Época: 1976-1977.Avanceen laTransición
Años más tarde Avance tuvo una tercera época, entre 1976 y 1977 en que se legalizó el PSOE, cuyos ejemplares se conservan en el archivo de la Fundación Pablo Iglesias. El último número está dedicado a las primeras elecciones generales de España celebradas el 15 de febrero de 1977.

### Cuarta Época: 1985-
En esta cuarta época, Avance pierde su carácter regional y se convierte en el órgano de la agrupación local del Partido Socialista en Las Palmas sigue siendo un periódico impreso y es dirigida por Antonio Ojeda Medina. En su consejo de redacción figura aun Felo Monzón Grau-Bassas. El primer número de esta cuarta época puede consultarse en Jable, el archivo de prensa digital de la Biblioteca de la  Universidad de Las Palmas de Gran Canaria.